# ケスナヅル
ケスナヅル（学名: Cassytha filiformis var. duipraticola）は、クスノキ科スナヅル属スナヅルに分類される変種である。Cassytha pubescens の名が充てられたこともあるが、現在ではこれとは別種であることが明らかとなっている。つる性寄生植物であり、基準変種よりも茎が細く、毛が密生する。沖縄群島（沖縄島、伊平屋島、伊是名島）、台湾、中国南部に分布する。沖縄ではやや内陸の草地や低木林の林縁に生育する。

## 特徴
つる性の半寄生植物であり、茎は基準変種のスナヅルより細く、直径1ミリメートル (mm) 以下、匍匐し、全体に褐色の毛が密生する。花序は長さ約1センチメートル (cm)、2–5個の花がつく。果実は球形で小さく、直径約 5 mm。

## 分布・生態
沖縄諸島の沖縄島、伊平屋島、伊是名島、および台湾、中国南部に分布し、また宮古群島の多良間島からの報告もある。また分子系統解析からは、ボルネオ島にも分布することが示唆されている。
やや乾燥した日当りのよい草地や低木林の林縁に生育し、オオマツバシバやシバニッケイなどに寄生している。 

## 保全状況評価
絶滅危惧II類 (VU)（環境省レッドリスト）
日本の環境省では、絶滅危惧II類に指定されている。また生育地である沖縄県でも、絶滅危惧II類に指定されている。

## 分類
古くはオーストラリア産の Cassytha pubescens と同種とされ、オーストラリアと沖縄に隔離分布している植物地理学上の興味深い種とされていた。しかし、形態的特徴の精査により、オーストラリア産の C. pubescens（真の C. pubescens）は内花被片に毛があるのに対し、沖縄産のケスナヅルの内花被片は無毛であることが示された。さらに分子系統解析からも、ケスナヅルはオーストラリア産の C. pubescens とは縁遠く、スナヅル（C. filiformis）に含まれることが示された。ただしスナヅルの中で、ケスナヅルは南西諸島や台湾、フィリピン、マリアナ諸島産の茎に毛がない個体からなる系統群とは明瞭に分けられる系統群を構成することが示されている。そのため、2025年現在では、ケスナヅルはスナヅルの変種（Cassytha filiformis var. duipraticola）として扱われることが多い。また、分子系統解析からは、基準変種であるスナヅルとケスナヅルの間の雑種が存在することが示されている。